# Klippbjörnspindel
Klippbjörnspindel (Trochosa robusta) är en spindelart som först beskrevs av Simon 1876.  Klippbjörnspindel ingår i släktet Trochosa och familjen vargspindlar. Det är osäkert om arten förekommer i Sverige. Inga underarter finns listade i Catalogue of Life.